# Quatremare
Quatremare ist eine französische Gemeinde mit 440 Einwohnern (Stand: 1. Januar 2022) im Département Eure in der Region Normandie; sie gehört zum Arrondissement Les Andelys und zum Kanton Pont-de-l’Arche.
Die Einwohner werden Criquebeuviens genannt.

## Geographie
Quatremare liegt etwa 28 Kilometer südlich von Rouen.

### Nachbargemeinden
Umgeben ist Quatremare von den Nachbargemeinden Crasville im Norden, Surville im Nordosten und Osten, Le Mesnil-Jourdain im Osten, Canappeville im Süden, Venon im Südwesten sowie Surtauville im Westen und Nordwesten.

## Bevölkerungsentwicklung
| Jahr                       | 1962 | 1968 | 1975 | 1982 | 1990 | 1999 | 2006 | 2019 |
| Einwohner                  | 279  | 288  | 315  | 297  | 311  | 361  | 377  | 437  |
| Quellen: Cassini und INSEE |      |      |      |      |      |      |      |      |

## Sehenswürdigkeiten
- Kirche Saint-Hilaire